# Tyrstrup Herreds Tidende
Tyrstrup Herreds Tidende eller Christiansfeld Avis er en dansk avis som bliver udgivet i Tyrstrup Herreds område, og efter kommunesammenlægningen i den gamle Christiansfelds kommune. De senere år udkom Tyrstrup Herreds Tidende / Christiansfeld Avis også i Vamdrup og Lunderskov tidligere kommuner rundt om Kolding. Tyrstrup Herreds Tidende udkom første gang i april 1925. Avisen udkommer om onsdagen med et oplag på op til 11.000. På grund af de voksende distributionsudgifter og færre annoncer, valgte avisen fra 2021 at udkomme som drop-avis, dvs. så avisen lægges ud på ca. 40 afhentningssteder i supermarkeder, biblioteker, plejehjem og i sommerhus-områderne ved Hejlsminde, Grønninghoved, Stensager, Anslet og Sandersvig. Oplaget lå i 2024 på 4.000 ekspl. foruden en netavis.
Lunderskov Folkeblad blev i 2018 en del af Fællesavisen for Christiansfeld og Lunderskov. Fra slutningen af 2023 kom Vamdrup Avis med i avishovedet. Navnet stammer fra et lokalt dagblad, som udkom før 1920 i Vamdrups storhedstid som grænseby og jernbaneknudepunkt 1864-1920. Handelsforeningen i Vamdrup udgav indtil 2018 Vamdrup Ugeblad. Det blev afløst af Ugeavisen Vamdrup indtil 2023, hvor Jysk-Fynske Medier nedlagde bladet igen.
Avisens har adresse i Jernbanegade 1, 6070 Christiansfeld, lokalredaktør er journalist Henri Nissen..